# Гольдгор, Давид Семёнович
Давид Семёнович Гольдгор (1912—1982) — советский архитектор, художник-график. Заслуженный архитектор РСФСР.

## Биография
Родился 25 октября 1912 года в Минске.
Окончил ЛИСИ в 1934 году. Трудовую деятельность начал в институте «Ленпроект». Работал в мастерской Е. А. Левинсона и И. И. Фомина, принимал участие в работе над проектами зданий для Института экспериментальной медицины.
4 июля 1941 года в числе других работников «Ленпроекта» отправился на фронт Великой Отечественной войны. В группе из шести человек вместе с Б. Н. Журавлёвым и Л. С. Косвеном был направлен в первый стрелковый полк 2-й дивизии народного ополчения. Служил сапёром, в составе полка принимал участие в боевых операциях в районе Гатчины. После снятия блокады принимал участие в восстановлении города. В 1945 году совместно с архитектором И. И. Фоминым составил проект временной триумфальной арки в Ленинграде на проспекте Обуховской обороны у сада Спартак, предназначавшейся для встречи победителей. Награждён медалью «За оборону Ленинграда».
После окончания войны работал в мастерской № 5 «Ленпроекта», с 1953 года являлся её руководителем (до 1968 года совместно с Е. А. Левинсоном).
В 1950-х годах по его проектам были сооружены дом 62 на Суворовском проспекте с жилой и административной частями, станция метро «Нарвская» (1955, в соавторстве с А. В. Васильевым и С. Б. Сперанским), железнодорожный вокзал в Выборге (с теми же соавторами). В 1957—1960 годах по его проекту были возведены кварталы крупнопанельных жилых домов на улицах Седова и Ивановской.
В 1960—1980-х годах мастерская Гольдгора вела проектирование и застройку «спальных» районов: Щемиловки, Купчина, Правобережья Невы (площадь у Володарского моста).
В 1967—1977 годах крупные архитектурные проекты на Синопской набережной и площади Александра Невского (гостиница «Москва», АТС), здания Дома политпросвещения (1974) и Ленинградского областного Совета народных депутатов (1975—1981), павильон «Цветы» на Шпалерной улице, Невский мемориал «Журавли», реконструкция и застройка нечётной стороны Шпалерной улицы, комплекс крематория, универсам на Тульской улице и другие.
Умер 12 июля 1982 года на 70-м году жизни. Похоронен на Большеохтинском кладбище.

## Семья
Жена — художник и архитектор Екатерина Константиновна Ушакова (1918—1980).